# كريس روسو
كريس روسو (بالإنجليزية: Chris Russo)‏ هو مقدم برامج إذاعية أمريكي، ولد في 18 أكتوبر 1959 في سيوسيت في الولايات المتحدة.